# یامنگکی
یامنگکی (به لاتین: Jamniki) یک روستا در لهستان است که در گمینا اورشولین واقع شده‌است.